# Семыкин, Василий Романович
Семыкин Василий Романович (1889, Феодосия — февраль 1980) — советский шахтёр, проходчик шахты № 1-2 комбината «Кузбассуголь». Герой Социалистического Труда (1948).

## Биография
Родился в 1889 году в городе Феодосия Крымской губернии.
Трудовую деятельность начал забойщиком на шахте «Журинка» треста «Ленинуголь». В 1933 году он переезжает на постоянное жительство в город Киселёвск. С 1933 года работает проходчиком на шахте 1-2 (ш. № 12). Он первым в Киселёвске применил многозабойный метод, первым в городе стал Героем Социалистического Труда. В 1947 году Василию Романовичу присвоено звание «Отличник Социалистического соревнования угольной промышленности СССР», звание «Почётный шахтёр», а в 1948 году (от 28 августа) ему присвоено высокое звание Героя Социалистического Труда.
В 1949 году Семыкин В. Р. избирается делегатом 2-го Пленума ЦК профсоюза рабочих угольной промышленности, в 1950 году — депутатом Верховного Совета СССР 3-го созыва.
Умер в феврале 1980 года.

## награды
Награждён орденами Ленина, Трудового Красного Знамени, «Знак почета», золотой медалью «Серп и молот», «За трудовое отличие», медалью «За доблестный труд в Великой Отечественной войне 1941—1945 гг.», юбилейной медалью «За доблестный труд. В ознаменование 100-летия со дня рождения В. И. Ленина». В 1979 году награждён медалью «Ветеран труда».